# Paul Seitz
Paul Seitz (Racine (Wisconsin), 15 november 1951) is een Amerikaans componist, muziekpedagoog en dirigent.

## Levensloop
Seitz studeerde aan de Columbia-universiteit in New York en behaalde daar zijn Master of Arts. Vervolgens studeerde hij aan de Universiteit van Wisconsin in Madison en behaalde zijn Master of Music in muziektheorie en promoveerde tot Doctor of Musical Arts in compositie en strijkers-opleiding. Tot zijn voornaamste compositiedocenten behoorden Stephen Dembski, Fred Lerdahl, Joel Naumann en Robert Crane.
Als bezoekend hoogleraar en instructeur voor muziektheorie en compositie werkte hij aan de Universiteit van Nevada (UNLV) in Las Vegas (Nevada) en aan de Universiteit van Wisconsin in Madison. In 2008 en 2009 was hij professor voor muziektheorie en compositie aan de Universiteit van Texas (UTTyler) in Tyler (Texas). Sinds herfst 2009 is hij assistent-professor in muziektheorie aan de School of Music van de Universiteit van Missouri in Columbia (Missouri).
Zijn composities worden naast de Verenigde Staten ook in Europa, Brazilië, Australië en Nieuw-Zeeland uitgevoerd. Zo werd in de John F. Kennedy Center for the Performing Arts tijdens de Millennium Stage Concert Series, bij het 14th World Saxophone Congress in Ljubljana, Slovenië, bij het Adelaide Fringe Festival, het Festival Internationale del Sassofono in Faenza, Italië, het Pine Mountain Music Festival Iron Mountain, Michigan, bij het Lantaren/Venster theater in Rotterdam, tijdens het ClarinetFest 2008 aan het Conservatorium voor muziek van de Universiteit van Missouri-Kansas City (UMKC) in Kansas City (Missouri) en tijdens het Las Vegas (Nevada) International New Music Festival. Zijn opera The Children of the Keweenaw ging tijdens het Pine Mountain Music Festival in 2001 in première.

## Composities

### Werken voor orkest
- 1994 When Touched by Better Angels, voor Ierse harp en strijkorkest
- 1998 In the Moment's Light, voor orkest
- 2003 The Thought of Returning, voor orkest
- 2007 In Beauty, voor orkest
- To That Still Center, voor piano en kamerorkest

### Werken voor harmonieorkest
- 2005 Selamiut: The Sky Dwellers, voor harmonieorkest
- Nun komm, der Heiden Heiland, voor harmonieorkest

### Missen en gewijde muziek
- Requiem, voor mezzosopraan, tenor en bariton solisten, gemengd koor, mannenkoor en orkest - tekst: Missae pro Defunctis en psalmen 25, 38, 70 and 87

### Muziektheater

#### Opera's
| Voltooid in | titel                        | aktes                          | première                                                                                      | libretto           |
| ----------- | ---------------------------- | ------------------------------ | --------------------------------------------------------------------------------------------- | ------------------ |
| 2001        | The Children of the Keweenaw | 2 aktes, epiloog (5 taferelen) | 11 juli 2001, Calumet, Calumet Theatre in het kader van het Pine Mountain Music Festival 2001 | Kathleen Masterson |

#### Toneelmuziek
- Incidental Music for "A Midsummer Night's Dream", voor solisten, gemengd koor, vier gitaren, luit, 2 altblokfluiten, 3 trombones, hoorn en slagwerk - tekst: William Shakespeare

### Werken voor koren
- I Am Loath to Close, voor gemengd koor en harp - tekst: Abraham Lincoln
- The Quince, voor vrouwenkoor

### Vocale muziek
- 2003 Now Voyager, voor sopraan, dwarsfluit, klarinet, cello en piano
- 2003 Of House and Home, zangcyclus voor sopraan (of tenor) en piano - tekst: Donald Hall, Michael Dennis Browne, Adrienne Rich
- Alice II, voor mezzosopraan en ensemble (dwarsfluit, piano, trombone en tuba - tekst: Scott Campbell
- All for One, zangcyclus voor sopraan en gitaar - tekst: Middeleeuwse anonieme tekst
  1. If I Singe
  2. All For One
  3. Epitaph
  4. Gostly Father
- And Be Beautiful, voor sopraan, althobo, cello en harp - tekst: Galway Kinnell
- Benediction, voor mezzosopraan en ensemble (klarinet (ook: contrabasklarinet), hoorn, trompet, klavecimbel/celesta, harp, viool, altviool, cello en gitaar - tekst: Scott Campbell
- "Calumet Requiem" from "The Children of the Keweenaw", voor tenor solo, gemengd koor en orkest
- I am From the Beginning, voor sopraan (of tenor) en piano - tekst: Henry David Theoreau
- Many and More, voor sopraan en tuba/eufoniumensemble - tekst: Maya Angelou
- November Song, voor sopraan en piano - tekst: Scott Campbell
- Satanic, voor mezzosopraan en ensemble (dwarsfluit, klarinet, hoorn, trompet, cello en piano) - tekst: Karol Kirk
- Scottish Songs, zangcyclus voor sopraan en piano - tekst: Scott Campbell
  1. There Are Things to Believe In
  2. Reasons
  3. Gone Into the Heart
- Sonnet, voor sopraan en piano - tekst: Scott Campbell
- "The Manitou's Children" from "The Children of the Keweenaw", voor tenor solo, gemengd koor en orkest
- Things That Wash Up, voor sopraan, gitaar en geluidsband
- Three by May Sarton, zangcyclus voor sopraan en piano - tekst: May Sarton
  1. Definition
  2. Lullaby
  3. Canticle
- Two Songs, voor mezzosopraan en hoorn - tekst: John Donne
- Where Dream Begins, zangcyclus voor sopraan, strijkkwartet en harp - tekst: May Sarton
  1. Where Dream Begins
  2. Understatement
  3. The Other Place
  4. Composition
  5. Kinds of Wind
  6. Now Voyager

### Kamermuziek
- 2006 In a Place of Deep Color, voor altsaxofoon en basklarinet
- 2006 Three Stories, voor altsaxofoon en basklarinet
- ...and that the moon survives, voor viool en piano
- Animas (There is a wild river...), voor altviool ensemble
- Chicago Poems, voor hobo en cello
- Element 10 (Neon), voor klarinet, trompet, trombone, 5-octaaf marimba en contrabas
- Fantasy in D, voor altviool en gitaar
- Five Witnesses, voor blaaskwintet
- Imaginary Dances, voor altviool en contrabas
- Keeps the Sweetest Time, voor tuba, altviool en jazzgitaar
- Love Among the Ruins, voor dwarsfluit, altviool, hoorn, piano en slagwerk
- New Again, voor strijkkwartet
- Party Mode Mixture, voor strijkkwartet
- Relevant Dialogues, voor altsaxofoon en altviool
- Three Thoughts (Like a Hero), voor althobo en gitaar
- To Juggle, voor twee klarinetten

### Werken voor slagwerk
- 2009 Within Your Private Sky, voor marimba
- To Juggle 2, voor twee marimba